# 케첩은 채소

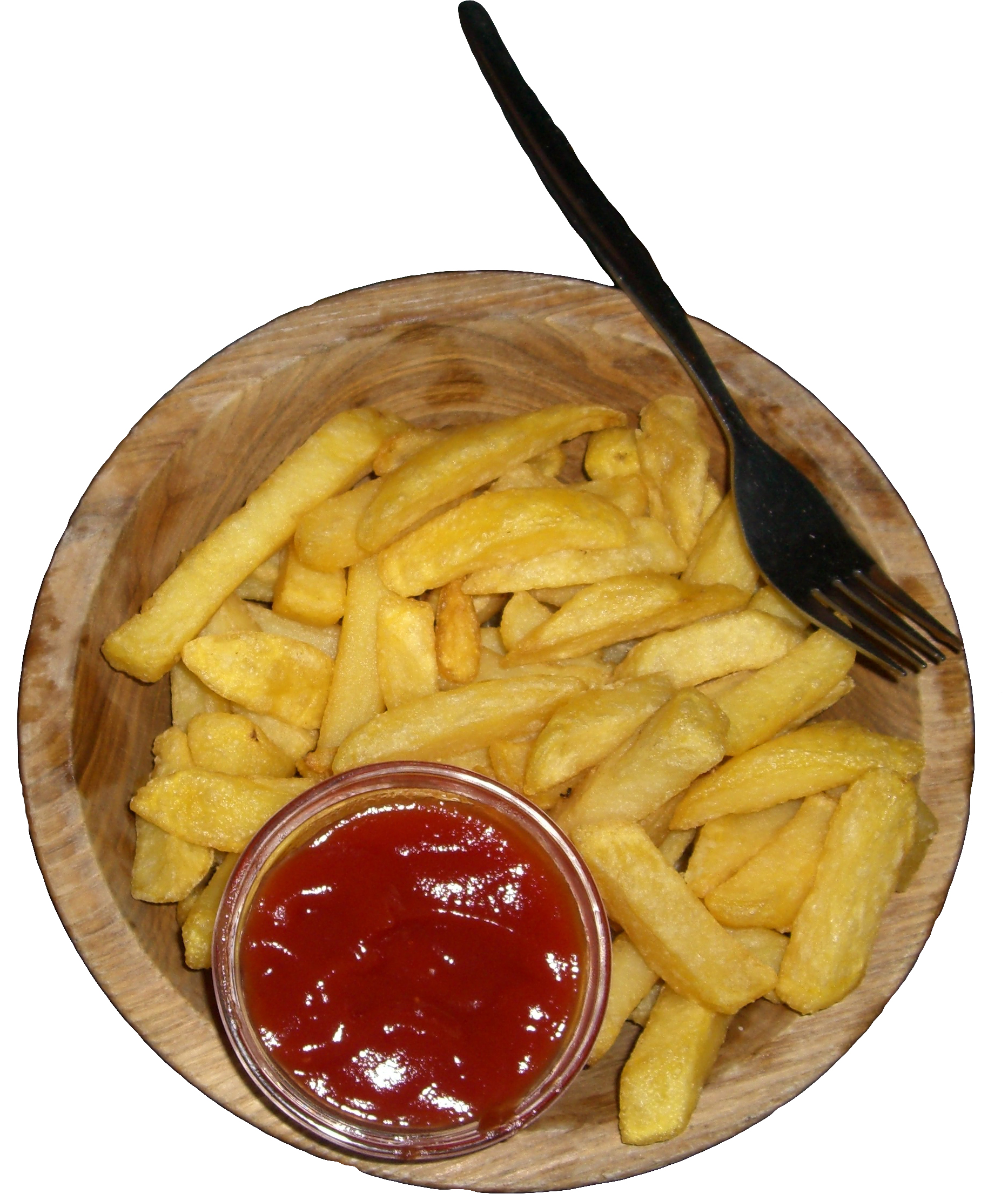
케첩과 감자튀김은 모두 가지속 식물에서 유래하였다.

케첩을 채소(ketchup as a vegetable)로 분류한 논란은 1981년 로널드 레이건 대통령 취임 초기, 미국 농무부 식품영양관리국(FNS)이 학교 급식 규정을 제안하면서 발생했다. 이 규정은 1980년과 1981년 종합조정법에 따라 전국학교급식프로그램의 예산이 삭감되면서, 각 지역 학교 급식 관리자들에게 급식 계획의 유연성을 제공하기 위해 마련되었다. 제안된 변경안은 관리자들이 명시적으로 나열되지 않은 식품 항목도 영양 요건을 충족하는 것으로 인정할 수 있도록 허용했다. 케첩은 원래 규정에서 언급되지 않았으나, 피클 렐리시가 채소로 분류될 수 있는 항목의 예시로 사용되었다.
2011년에도 비슷한 논란이 일어났는데, 의회는 농무부가 채소로 인정되는 토마토 페이스트의 양을 늘리는 것을 금지하는 법안을 통과시켰다. 이 법안은 2 테이블스푼(30 mL)의 토마토 페이스트가 들어간 피자를 채소로 인정하도록 허용했다.

## 개요
1980년 지미 카터 대통령이 서명한 1980년 종합조정법은 연방 학교 급식 및 아동 영양 프로그램 예산을 약 8 퍼센트 삭감했다. 이러한 삭감을 기반으로, 1981년 종합조정법(그램-라타 예산으로 통과됨)은 1982년 연방 학교 급식 프로그램 예산을 추가로 25퍼센트 삭감했다. 이러한 법안의 요구 사항을 시행하기 위해 미국 농무부 식품영양관리국(FNS)은 예산이 감소했음에도 학교 급식의 영양 요건을 유지하면서 규정을 시행할 방안을 제안하는 임무를 맡았다. 1981년 9월 3일에 제시된 권고안 중에는 지역 학교 급식 관리자들이 FNS의 영양 요건과 규정을 충족하는 대체 식품을 인정할 수 있는 유연성을 부여하는 제안이 있었다. 보고서는 영양이 강화되지 않았거나 통곡물이 아닌 것은 빵으로 계산할 수 없지만, "피클 렐리시와 같은 조미료는 채소로 인정할 수 있다"고 명시했다.
레이건 행정부가 아동 영양 지원금에서 15억 달러를 삭감하려는 시도 과정에서, 학교 급식 프로그램 요건이 (의도적이든 아니든) 케첩을 채소로 지정할 수 있도록 작성되어, 농무부가 최소 식품 및 영양 기준을 충족하는 데 필요한 두 가지 채소 중 하나를 없애고 비용을 절감할 수 있게 되었다. 또한 요구르트, 견과류, 해바라기씨 등의 단백질 대체품을 제시했으며, 비용 절감을 위해 햄버거 대신 두부라는 콩으로 만든 식품을 대체할 것을 제안했다.
비평가들은 의회와 언론을 통해 학교 급식 예산을 삭감하고 케첩과 다른 조미료를 채소로 인정하도록 한 로널드 레이건 행정부에 대해 분노를 표출했다. 《뉴욕 타임스》의 기자 벤자민 와인라우브에 따르면, "반대파들은 학생들의 급식 보조금이 줄어드는 것과 국방부 장성들의 예산이 증가하는 것을 대조하며 분노와 조롱을 디킨스풍으로 쏟아냈다."

## 입법 연혁
식품영양관리국이 제안한 규정은 1946년 전국학교급식법, 1966년 아동영양법, 1980년 종합조정법, 1981년 종합조정법이라는 네 가지 이전 법률에 근거를 두고 있다.

### 전국학교급식법
1946년 전국학교급식법은 미국 아동의 건강과 복지를 보장하고 농산물 및 농작물의 국내 소비를 증진하기 위해 비영리 전국학교급식프로그램을 수립했다. 전국학교급식법 제2조에 따라 참여하는 모든 학교의 자격을 갖춘 학생들은 무료 또는 할인된 가격의 학교 급식을 이용할 수 있게 되었다. 제공되는 급식은 제9조 가항에 명시된 대로, 그리고 농무장관이 정한 최소 영양 요건을 충족해야 했다. 1981년 식품영양관리국의 규정이 나중에 설명한 바와 같이, 학교 급식이 일일 영양소의 특정 비율을 제공해야 한다는 공식적인 요건은 없었지만, 일반적으로 식사가 일일 권장 섭취량(Recommended Dietary Allowances, RDA)의 3분의 1을 제공할 것으로 기대되어 왔다.

### 아동영양법
1966년 아동영양법은 특별우유프로그램을 확대하고, 아침 식사 프로그램을 시범 운영하며, 설비와 추가 인력과 같은 비식품 항목에 대한 지원을 추가함으로써 전국학교급식프로그램을 더욱 강화하고 확대했다. 또한 이 법은 학교급식프로그램의 관리와 지속적인 운영을 미국 농무부로 일원화했다.

### 1980년 종합조정법
"1981 회계연도 예산에 관한 첫 번째 동시 결의안에 규정된 조정 요건을 이행한다"는 광범위한 목표 아래, 1980년 종합조정법은 학교우유프로그램의 자금을 삭감하고, 영양에 대한 보조금의 상한선을 설정하며, 특정 자격을 갖춘 기관에 대한 지원을 줄임으로써 1946년 전국학교급식법과 1966년 아동영양법을 모두 수정했다. 또한 학교 급식 일반 상환금, 농산물, 특별 지원, 아동 보육 식품 프로그램에 대한 연방 자금을 줄이는 등 다양한 비용 절감 조항을 마련하여 연방 학교 급식 및 아동 영양 프로그램 예산을 8 퍼센트 삭감했다.

### 1981년 종합조정법
1981년 종합조정법 제8장은 1980년 종합조정법이 제정한 지출 삭감을 확대하여 급식 서비스 자재에 대한 연방 지원을 종료하고 영양 교육, 특별 지원, 아동 보육 식품 프로그램, 학교우유프로그램에 할당된 예산을 축소했다. 아동영양법에 정의된 "학교"는 이제 연간 수업료가 특정 금액을 초과하는 사립 기관을 제외하게 되었다. 이 법은 또한 학생들이 할인된 가격 또는 무료 급식을 받을 수 있는지를 결정하는 소득 자격 기준을 수정하고 소득 조작을 방지하기 위한 더 엄격한 점검과 균형을 도입했다. 할인된 가격 또는 무료 급식을 받기 위해 아동의 가정 소득이 17,560 달러 이하여야 한다는 이전 요건이 15,630 달러로 낮아졌으며 다음과 같은 새로운 소득 기준이 수립되었다.
- 가정 소득이 10,990 달러 이하인 아동은 무료 급식 자격이 있다(이전에는 11,520 달러였음).
- 가정 소득이 10,990 달러에서 15,630 달러 사이인 아동은 할인된 가격의 급식을 받을 자격이 있다.[8]

이 법은 정상 가격 급식에 대해 11 센트, 할인된 가격의 급식에 대해 23 센트, 무료 급식에 대해 3 센트의 보조금 삭감을 규정했다. 그 결과, 할인된 가격의 급식 비용이 전년도에 비해 두 배 증가한 40 센트가 되었다.
법의 제818조는 농무부 장관이 지역 수준에서 비용 절감의 기회를 찾기 위해 아동영양법 제10조의 영양 요건을 검토하도록 요구했다. 이 법은 또한 농무부가 "지역 프로그램 비용을 낮추기 위한 모든 대안을 검토"하고 제안이 영양 요건을 충족하면서 지역 사회에 주목할 만한 재정적 영향을 보여줄 것을 보장하도록 요구했다. 모든 대안 계획은 농무부 장관이 수립한 영양 요건을 충족해야 했지만, 이 법은 식사가 일일 권장 섭취량의 3분의 1을 제공할 것을 요구하지는 않았다.
이 법의 다른 요소에는 학자금 대출 프로그램, 공무원, 우편 서비스 및 관련 프로그램, 고속도로 및 철도, 공항 및 항공로 개선, 재향 군인 프로그램, 중소기업, 메디케어와 메디케이드, 사회보장법 프로그램의 지출 삭감이 포함되었다.

## 식품영양관리국 규정안
1981년 종합조정법은 법 제정 후 90일인 1981년 11월 11일까지 최종 규정을 제시하도록 요구했으며, 미국 농무부 식품영양관리국에 이 법의 요건을 시행하기 위한 규정을 제안하는 임무를 부여했다. 이 법이 제정될 당시 94,000개 학교의 2,600만 명 이상의 학생들이 전국학교급식계획에 참여하고 있었다. 참여 학생 중 38 퍼센트는 무료 급식을, 7 퍼센트는 할인된 가격의 급식을 받았으며, 절반 이상(55 퍼센트)은 정상 가격을 지불했다.
법 제818조에서 요구한 대로, 이러한 규정안은 지역 학교구가 시행할 수 있는 모든 잠재적인 비용 절감 기회에 대한 전면적인 검토를 바탕으로 해야 했다. 식품영양관리국의 국장과 직원들은 전국적인 실태 조사에 참여하여 지역 학교 급식 관리자들과 면담을 통해 급식 계획에서 더 많은 유연성을 제공하는 비용 효율적인 방안을 논의했다. 1981년 9월 17일 초중등직업교육소위원회에서의 증언에서 식품영양관리국의 G. 윌리엄 호글랜드 국장은 제공할 식품에 대한 엄격한 지침을 준수해야 하는 지역 학교 급식 관리자들의 지속적인 불만을 설명했다. "이 나라는 획일적이지 않습니다. 다양한 기호와 취향의 총체입니다"라고 그는 말했다. 호글랜드는 결과적으로 제안된 규정이 지역 학교구가 전달한 의견과 필요를 반영했다고 밝혔다.

### 전반적인 목표
식품영양관리국의 제안 계획은 지역 프로그램에 더 많은 유연성을 제공하기 위한 세 가지 주요 목표를 중심으로 설계되었다:
- 전국학교급식프로그램과 학교아침식사프로그램 및 아동보육프로그램의 행정 절차 간소화
- 식사 분량 요건 축소
- 특정 식품이 영양 목표에 기여하는 방식 수정[3]

### 제1절: 기록 관리의 관료주의 제거 및 행정 절차 간소화
보고서의 여러 권고 사항은 지역 학교 관리자들에게 요구되는 학교급식프로그램의 기록 관리와 비용 보고 부담의 일부를 없애는 데 중점을 두었다. 보고서는 학교의 연중 공지 절차를 간소화하고 보조금을 받는 급식 대상자에 대한 학교의 반년 단위 추정치를 없애는 것을 제안했다. 또한 보고서는 가정이 예상치 못한 높은 비용에 대해 청구할 수 있도록 했던 곤란 조항을 삭제할 것을 제안했다.
학교 전체의 보고 요건을 간소화하는 것 외에도, 보고서는 연령/학년 유형의 수와 이와 관련된 급식 계획을 조정하는 데 중점을 두었다. 이전의 다섯 가지 연령별 그룹 대신, 보고서는 급식 계획을 취학 전, 초등학교, 중등학교 학생이라는 세 가지의 더 일반적인 그룹으로 간소화할 것을 제안했으며, 이러한 특정 그룹 내에서 급식 분량을 일관되게 했다. 또한 학교 관리자들은 개별 식판당 수량보다는 대량 생산에 중점을 두고 자체적인 식판당 모니터링 시스템을 개발하도록 권고받았다.

### 제2절: 식품 인정 기준
학교 급식 관리자들에게 급식 계획 시 더 많은 유연성과 폭넓은 식품 선택권을 제공하기 위해, 식품영양관리국은 추가적인 식품 선택 항목을 제안했다. 이러한 추가 항목은 모든 학교 급식이 육류, 우유, 빵, 두 가지 채소 또는 과일을 포함해야 한다는 전체적인 5대 식품 계획을 준수했다. 5대 식품군 모두에 대해 대체 식품이 제안되었다.
- 육류 대체품: 땅콩과 다른 견과류, 씨앗류 및 이와 관련된 버터는 육류 요건의 절반을 대체할 수 있었다. 또한 요구르트, 두부, 건조 콩류, 완두콩, 달걀의 동량 대체품도 육류 대체품으로 인정될 수 있었다. 보고서는 비용 절감과 지역 담당자들에게 더 많은 유연성을 제공하기 위해 육류나 육류 대체품이 식사의 주요리를 구성해야 한다는 요건을 없앨 것을 제안했다.[3]

- 채소와 과일: 보고서는 1958년부터 시행되어 온 두 가지 이상의 과일 또는 채소 제공 요건을 조정하여 이러한 요리를 별도로 또는 조합하여 제공할 수 있도록 했다. 보고서는 과일/채소 농축액과 관련된 요건을 조정하고 채소나 과일 주스가 채소 제공량의 절반만 차지할 수 있다는 요건을 없앴다.[3]

- 빵: 규정은 빵의 정의를 영양이 강화된 밀가루나 통곡물 밀가루로 만든 모든 식품으로 확대할 것을 제안했다. 예를 들어, 파스타, 크래커, 건조 시리얼, 롤빵, 프레첼, 쌀, 압착 귀리도 빵 요건을 충족하는 식품으로 나열되었다.[3]
- 우유: 보고서는 우유 종류 요건을 없애 학교가 제공할 우유의 종류를 선택할 수 있도록 제안했다. 1979년 급식 계획 요건이 전유 외에도 저지방 우유, 탈지유, 버터밀크를 제공할 수 있도록 확대되었지만, 보관과 재고 문제로 인해 추가 선택 항목이 걸림돌이 되었다. 관리자들은 급식 계획의 이 요건을 충족하기 위해 우유 대신 요구르트를 제공할 수 있었다.[3]

### 식품 대체품 인정에 대한 학교의 선택: 피클 렐리시를 채소로 인정

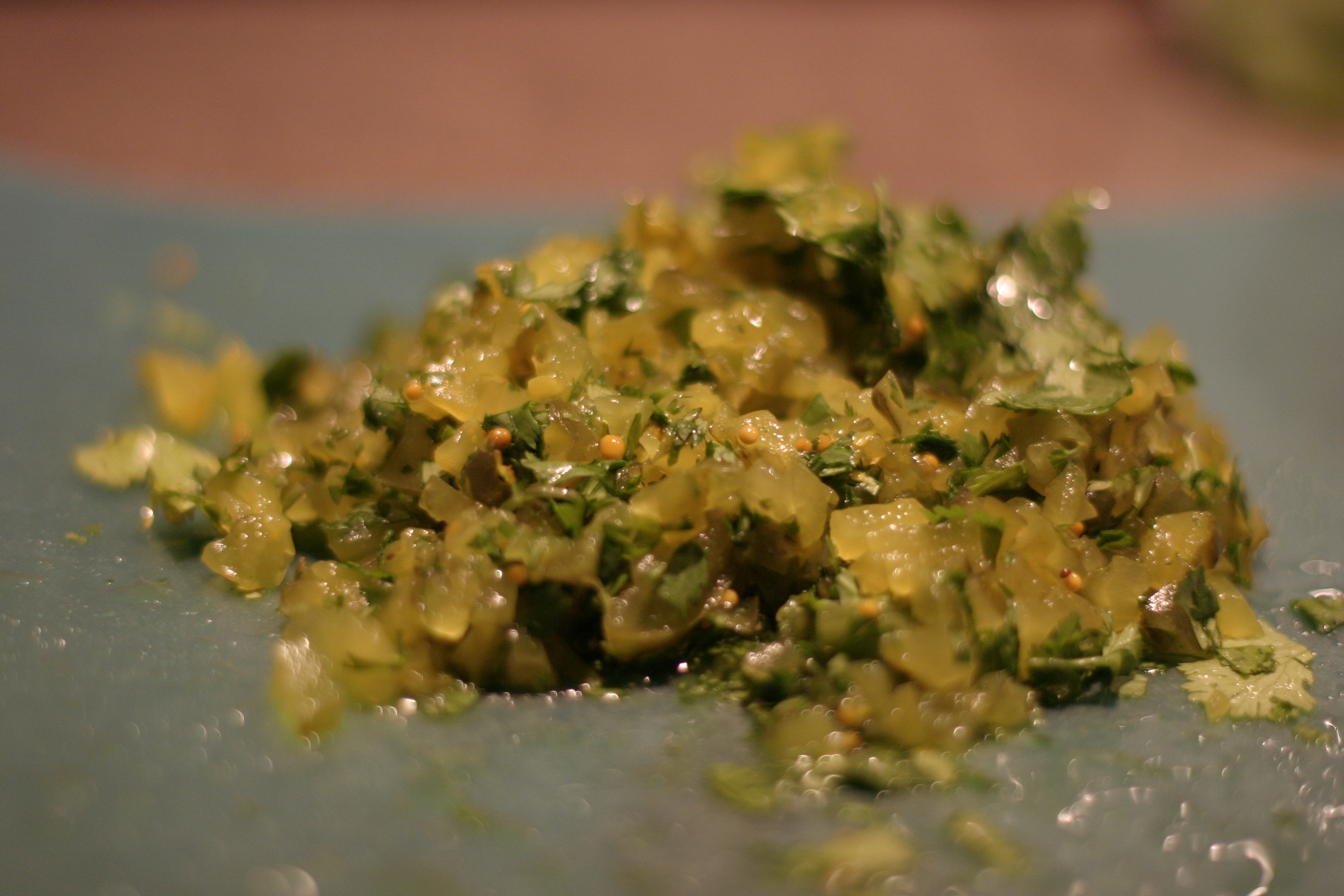
같은 양의 채소로 계산할 수 있는 피클 렐리시가 예시로 제공되었다.

식품영양관리국 규정안의 제2절은 다양한 메뉴가 아동들의 여러 식품 종류에 대한 지식을 증가시키고 전반적인 영양 교육을 개선하는 데 주는 이점을 설명하며 끝을 맺었다. 보고서에 구체적으로 언급되지 않은 많은 실행 가능한 대체 식품 선택지가 있었기 때문에, 식품영양관리국은 주 기관들이 식품영양관리국에 보고하고 급식 인정 요건을 충족하는 한 추가적인 대체 식품을 탐색할 수 있는 권한을 부여했다. 영양이 강화된 밀가루로 만들지 않은 빵은 빵 대체품으로 인정되지 않았지만, 주는 "피클 렐리시와 같은 조미료를 채소로 인정할 수 있었다(제2절, 5)".

### 분량 감소
1981년 종합예산조정법에서 요구한 즉각적인 비용 절감을 위해, 식품영양관리국 저자들은 행정적 부담을 줄이고 대체 식사 선택지로 선택권과 유연성을 도입하는 것만으로는 한계가 있다고 주장했다. 그 결과, 보고서는 학생의 일일 권장 섭취량 섭취에 기여하면서도 제공되는 식품의 양을 줄일 것을 제안했다. 식품영양관리국은 연방 상환금을 받기 위한 최소 양 요건을 자세히 설명했으며, 학교는 여전히 더 큰 분량을 제공할 수 있었다. 또한 식품영양관리국의 제공 대 서빙 제안에 따라, 아동들에게 다섯 가지 급식 항목 모두의 정상 크기 분량이 제공되지만 고등학생들은 세 가지만 선택할 수 있었다. 아동들은 또한 정상 분량 대신 각 급식 구성 요소의 시식용 분량을 요청할 수 있는 선택권을 가졌다. 제안에 따라 다음 식품 구성 요소의 최소 양이 감소되었다.
- 4학년, 5학년, 6학년생: 필수 육류 또는 육류 대체품이 2 온스에서 1.5 온스로 감소됨(1.5 온스는 이미 저학년에 요구되는 양이었음)

- 모든 초등/중등 학생: 채소나 과일 제공량이 3/4 컵에서 1/2 컵으로 감소되었고 빵은 주당 8회 제공에서 일당 1회 제공으로 감소됨

- 취학 전 아동: 우유가 취학 전 아동의 경우 6 온스에서 4 온스로, 초등학생의 경우 8 온스에서 6 온스로 감소됨[8]

미국 하원 교육노동위원회 초중등직업교육소위원회에서의 증언에서, 식품영양관리국의 G. 윌리엄 호글랜드 국장은 이러한 변경을 옹호하며 분량이 감소했음에도 이러한 식사가 "계속해서 우수한 영양 공급원이 될 것"이라고 주장했다. 호글랜드는 칼로리 섭취가 4 퍼센트(21 퍼센트에서 17 퍼센트로) 감소하지만, 특정 급식 구성 요소는 기존의 권장 섭취량 요건을 초과한다고 설명했다. 단백질과 나이아신은 권장 섭취량의 절반을 충족했고, 비타민 A, 리보플라빈, 비타민 B-12는 권장 섭취량의 3분의 1을 초과했으며, 칼슘과 비타민 C는 3분의 1 요건을 충족했다.

## 반응
제안된 규정에 대한 비판적 반응은 여러 핵심적인 요소에 집중되었다.

### 케첩
제안된 지침을 보도하면서, 《뉴스위크》 잡지는 "이제는 채소"라는 설명과 함께 케첩 병을 그림으로 실었다. 이 제안은 영양학자들과 민주당 정치인들의 비판을 받았는데, 그들은 새로운 완화된 기준에 부합하는 영양가가 낮은 식사를 하는 포토 세션을 연출했다. 이러한 분노를 더욱 악화시킨 것은, 농무부가 학교 급식 비용 절감안을 발표한 바로 그날, 백악관이 대통령 문장이 금색으로 새겨진 새로운 자기와 식기 세트를 209,508 달러어치 구매했다는 사실이었다.
1981년 9월 17일 초중등직업교육소위원회에서의 증언에서, 식품연구행동센터의 낸시 아미데이 소장은 제안된 식품영양관리국 기준을 충족하는 "미니 식사"를 설명했는데, 이는 1.5 온스(43 g)의 햄버거, 반쪽 롤빵, 포도 9알, 6 온스(180 ml)의 우유, 감자튀김 6개로 구성되어 있었다. 그는 "작은 햄버거에 렐리시와 케첩을 잔뜩 얹은" 두 번째 식사도 새 규정에서 정한 육류와 채소의 전체 양을 모두 충족한다고 설명했다. 식품연구행동센터를 비롯한 다른 영양 옹호 단체들은 반대 운동에 참여했는데, 새로운 식품영양관리국 규정 지지자들에 따르면 이는 지역 학교 급식 관리자들이 새로운 기준을 준수하면서 건강한 학교 급식을 계획할 수 있다는 신뢰가 부족했기 때문이었다.
언론의 여러 기사들은 케첩 논란에 대해 상충되는 진술을 했다. 1981년 9월 《로이터》 기사는 "당 함량이 높은 케첩이 새로운 정부 규정에 따라 채소로 정의되었다"고 밝힌 반면, 12월 《뉴욕 타임스》 기사는 "물론 케첩은 지역 학교 담당자들에게 급식 계획에서 더 많은 유연성을 제공하기 위해 설계된 제안에서 전혀 언급되지 않았다"고 지적했다. 호글랜드 국장은 케첩 논란으로 인한 언론 보도에 대해 "아이들에게 케첩을 채소로 먹도록 강요하는 것을 고려할 수 있다는 것은 나와 학교 급식실 담당자들에 대한 모욕"이라고 대응했다.
케첩이 규정에서 채소 대체품으로 명시적으로 언급되지는 않았지만, 존 R. 블록 농무부 장관의 보좌관인 제임스 존슨은 나중에 그러한 해석을 옹호했다. "이러한 규정이 어떻게 해석되는지에 대해 많은 오해가 있었다"고 존슨은 1981년 9월 기자들에게 말했다. "케첩 자체가 채소로 분류되었다고 말하는 것은 잘못일 것입니다... 케첩은 다른 것들과 조합될 때 채소로 분류되었습니다." 그러한 다른 것들의 예를 묻자 존슨은 "감자튀김이나 햄버거"라고 대답했다.
이 조미료는 회의론자들이 레이건 행정부와 제안된 규정을 비판할 때 인용하기 쉬운 시각적 요소가 되었다. 기자 벤자민 와인라우브는 이 문제를 "황제의 새로운 조미료"라고 불렀으며, 기자 러셀 베이커는 레이건 대통령에게 "올해의 화난 대통령상"을 빈정대며 수여했는데, "이는 항상 유쾌한 미소를 짓고 있음에도 불구하고, 케첩이 채소라고 말한 그의 옛 식물학 교사에게 비밀리에 화가 나 있다는 보도를 근거로 레이건 대통령에게 수여되었다"고 썼다.
비판자들 중에는 가족이 H.J. 하인즈 사를 소유한 펜실베이니아주의 공화당 상원의원 존 하인즈도 있었는데, 그는 "케첩은 조미료입니다. 이것은 제가 들어본 것 중 가장 터무니없는 규정 중 하나이며, 제가 케첩과 렐리시에 대해 잘 알고 있다는 점, 또는 한때 잘 알고 있었다는 점을 굳이 덧붙일 필요는 없을 것 같습니다"라고 말했다.

### 소득 자격의 변화
식품연구행동센터의 변호사이자 규정의 비판자인 에드워드 쿠니는 새로운 기준에 대해 "작년에 가난했던 아이들이 이제는 더 이상 가난하지 않은 것으로 간주된다"고 말했다. 미국학교급식서비스협회를 포함한 다른 옹호 단체들은 자격 기준의 변화로 인해 학교들이 프로그램에서 탈퇴하게 될 것이라고 예측했다. 협회의 변호사인 마셜 L. 마츠는 대다수의 학교구에서 학생들의 3분의 1 미만만이 보조금을 받는 급식의 자격이 될 것이라고 밝혔다. 그는 연방 정부가 지원을 확대하지 않는 한, 학교구가 이러한 높은 가격의 급식을 제공할 수 없을 것이라고 추측했다.
초중등직업교육소위원회에서의 증언에서, 펜실베이니아주의 윌리엄 F. 굿링 하원의원은 이러한 의견에 반박하며 국내에서 가장 빈곤한 지역의 학교들이 보조금 삭감의 영향을 가장 적게 받을 것이며 "다른 어떤 학교들보다도 더 많은 연방 상환금을 받게 될 것"이라고 말했다.
식품영양관리국의 호글랜드 국장이 말한 바와 같이, 규정에서 권고한 대로 정상 가격 급식의 비용을 늘리고 분량을 줄이는 것은 학교들이 학교급식프로그램에 계속 참여하도록 보장하기 위해 필요했다. 학교들이 프로그램을 중단하면 저소득층 아동들이 무료나 보조금을 받는 급식을 받지 못하게 되어 더 큰 피해를 입을 것이라고 했다.

### 영양의 희석
제안된 규정의 비판자들은 저소득층 아동들이 학교 급식에서 일일 영양소의 절반 이상을 섭취하기 때문에 계획의 제안된 급식 양 감소로 가장 큰 영향을 받을 것이라고 주장했다. 소위원회 위원장이자 켄터키주 연방 하원의원인 칼 D. 퍼킨스는 워싱턴주의 한 연구를 인용했는데, 이 연구는 주의 저소득층 아동들이 학교급식프로그램에서 제공되는 급식을 통해 일일 영양 섭취량의 48 퍼센트를 얻는다는 것을 발견했다. 그는 청문회에서 규정의 다른 비판자들의 우려를 대변하며 "학교 급식의 요건을 희석시킴으로써, 부서가 다른 영양 공급원으로 식단을 보충할 수 없는 수백만 저소득층 아동들의 건강에 관심이 없다는 것을 보여주는 것이 아닌가요?"라고 물었다.
초중등직업교육소위원회에서의 증언에서, 식품영양관리국의 호글랜드 국장은 1977~1978년 전국 식품 소비 조사를 인용하며 이 통계에 반박했다. 이 조사에 따르면 아동들의 식사 패턴이 하루 세 끼에서 이제는 다섯 끼로 변화했으며, 아동들이 점심 시간에 영양소의 3분의 1을 섭취한다는 이전의 이론이 더 이상 사실이 아니라고 했다. 또한 호글랜드는 최근 푸드 스탬프 프로그램(빈곤선 총소득의 130 퍼센트에 해당하는 소득을 가진 사람들을 지원함)과 저소득층 아동들에게 식품 지원을 제공하는 다른 유사한 프로그램들의 확대가 이러한 인구층에 추가적인 안전망을 제공하게 되었다고 언급했다.
소위원회 청문회에서 뉴욕시 학교급식국장인 엘리자베스 케이건은 조정된 급식 계획을 지지하는 또 다른 주장을 제기했다. "음식이 아이의 몸 안으로 들어가지 않으면 어떤 영양도 제공하지 않습니다." 그는 또한 뉴욕시에서 어린 아동들에게 제공되는 많은 음식이 낭비되는 것을 관찰했다고 덧붙였는데, 특히 껍질콩, 완두콩, 당근, 혼합 채소가 그러했다.

## 결과
1980년 9월에서 1981년 9월 사이에 약 280만 명의 학생들이 재학 중인 400여 개의 참여 학교가 학교급식프로그램에서 탈퇴했다. 특정 학교구에서는 많은 비율의 학생들이 이제 더 비싸진 급식을 먹는 대신 도시락을 가져오기로 선택했다. 예를 들어, 네바다주 클라크군에서는 보조금을 받는 급식 비용이 30 퍼센트 인상된 결과로 거의 절반(46 퍼센트)의 학생들이 프로그램에서 탈퇴했다.
1981년 9월 25일, 레이건 대통령은 부분적으로 반대 세력의 강력한 비판으로 인해 식품영양관리국이 제안한 원래의 규정을 철회했다. 이후 식품영양관리국은 1981년 11월 17일에 조미료를 채소로 인정하는 내용을 모두 삭제하고 학교 급식에서 일일 영양소의 3분의 1을 제공한다는 목표를 고수하는 수정안을 제출했다.
이러한 수정에도 불구하고, 레이건 행정부의 정책은 결코 시행되지 않았으며 식품영양관리국의 호글랜드 국장은 11월 말에 해임되었다.
"호글랜드 씨는... 국회 의사당에서 혹독한 비판을 받았고 추수감사절 이틀 전에 그를 직위에서 해임한 백악관에 의해 곤경에 처했다." 호글랜드는 기아 문제 로비 단체들의 힘을 식품영양관리국 규정 실패의 원인으로 꼽았다. "제가 신중하게 단체들을 조율하지 못해 대통령을 실망시켰을 수 있습니다." 《워싱턴 포스트》에 따르면, "모든 음식에 감시하는 로비가 있다"고 했다.

## 유사한 시도
2011년, 의회는 농무부가 학교 급식의 영양 지침을 변경하는 것을 금지하는 법안을 통과시켰다. 제안된 변경안은 급식에서 허용되는 감자의 양을 제한하고, 더 많은 녹색 채소를 요구하며, 현행 기준인 2 테이블스푼(30 mL) 대신 1/2 컵(120 mL)의 토마토 페이스트를 채소 1회 제공량으로 인정하려고 했다. 이러한 제안된 높은 기준의 차단은 피자에 들어가는 더 적은 양의 토마토 페이스트가 계속해서 학교 급식에서 채소로 인정될 수 있다는 것을 의미했다. 이 조치는 의회가 피자를 채소로 선언했다는 헤드라인과 함께 광범위한 조롱을 받았다. 이 차단 법안은 콘아그라와 같은 식품 회사들이 로비를 했고, 이 차단이 학교 급식을 더 건강하게 만들려는 노력에 상당한 타격을 주었다는 점에서 심한 비판을 받았다.

## 같이 보기
- 닉스 대 헤든